# Soslan Takazov
Bản mẫu:Eastern Slavic name
Soslan Valeryevich Takazov (tiếng Nga: Сослан Валерьевич Таказов; sinh ngày 28 tháng 2 năm 1993) là một hậu vệ bóng đá người Nga. Anh thi đấu cho F.K. Luch-Energiya Vladivostok.

## Sự nghiệp câu lạc bộ
Anh có màn ra mắt tại FNL cho F.K. Alania Vladikavkaz vào ngày 29 tháng 8 năm 2011 trong trận đấu với F.K. Shinnik Yaroslavl.

## Thống kê sự nghiệp
Tính đến 5 tháng 7 năm 2014
| Câu lạc bộ          | Mùa giải            | Giải vô địch | Giải vô địch | Cúp     | Cúp       | Châu Âu | Châu Âu   | Tổng cộng | Tổng cộng |
| Câu lạc bộ          | Mùa giải            | Số trận      | Bàn thắng    | Số trận | Bàn thắng | Số trận | Bàn thắng | Số trận   | Bàn thắng |
| ------------------- | ------------------- | ------------ | ------------ | ------- | --------- | ------- | --------- | --------- | --------- |
| Alania              | 2011-12             | 7            | 0            | 0       | 0         | 1       | 0         | 8         | 0         |
| Alania-d            | 2012-13             | 26           | 3            | 4       | 1         | —       | —         | 30        | 4         |
| Alania              | 2013-14             | 7            | 0            | 1       | 0         | —       | —         | 8         | 0         |
| Amkar               | 2013-14             | 0            | 0            | 0       | 0         | —       | —         | 0         | 0         |
| Tổng cộng sự nghiệp | Tổng cộng sự nghiệp | 40           | 3            | 5       | 1         | 1       | 0         | 46        | 4         |